# Jimmie Noone
Pour les articles homonymes, voir Noone.
Jimmie Noone (ou Jimmy Noone; né le 23 avril 1895 à Cut Off en Louisiane – mort le 19 avril 1944 à Los Angeles en Californie) était un clarinettiste de  jazz américain.

## Biographie
Noone a commencé à jouer de la guitare dans sa ville natale ; à l'âge de 15 ans, il s'est tourné vers la clarinette et a déménagé à La Nouvelle-Orléans où il a étudié avec Sidney Bechet , Lorenzo Tio. Dès 1912, il jouait professionnellement avec Freddie Keppard à Storyville ainsi qu'avec Buddy Petit, Kid Ory, Papa Celestin, The Eagle Band, et le Young Olympia Band, avant de rejoindre l'Original Creole Orchestra à Chicago en 1917. L'année suivante, il a intégré le Creole jazz band de King Oliver puis en 1920 le Doc Cooke Band avec Freddie Keppard dans  lequel il est resté et a enregistré pendant six ans.
En 1926, il a commencé à diriger un orchestre au club Apex de Chicago. Cet orchestre, le Jimmie Noone Apex club orchestra, avait une instrumentation peu commune composée d'une ligne de front avec Noone et le saxophoniste alto et clarinettiste Joe Poston (qui avait travaillé avec Noone dans le Doc Cooke's band). Le pianiste Earl Hines, originaire de Pittsburgh a fait un temps partie de l'orchestre. En 1935, Noone déménage à New York pour diriger un éphémère orchestre avec Wellman Braud. Il est alors revenu à Chicago où il a joué dans divers clubs jusqu'en 1943, avant d'aller à Los Angeles. Peu de temps après il a rejoint l'orchestre de Kid Ory qui a joué pendant un certain temps sur un programme de radio produit par Orson Welles. Noone a joué quelques émissions avant de mourir soudainement d'une crise cardiaque. L'orchestre d'Ory, avec le nouveau clarinettiste Wade Whaley également originaire de La Nouvelle-Orléans, a joué un blues ("Blues for Jimmy" composé par Welles) en l'honneur de Noone. Ce morceau devint un standard du répertoire de l'orchestre de Kid Ory.

## Influence
Noone est généralement considéré comme un des plus grands clarinettiste de jazz de la seconde génération avec Johnny Dodds et Sidney Bechet. Noone n'a pas un jeu "bluesy" comme Dodds ni un jeu flamboyant comme Bechet, mais est peut-être plus lyrique et sophistiqué. Noone a fortement influencé ses successeurs comme Artie Shaw, Irving Fazola et Benny Goodman.[réf. nécessaire]